# Georgij Pjatakov
Georgij Leonidovič Pjatakov (rusky Георгий Леонидович Пятаков; 6. srpnajul./ 18. srpna 1890greg., Čerkassy – 30. ledna 1937, Moskva) byl sovětský politik a člen Levé opozice.

## Život
Georgij Pjatakov se narodil v Čerkassech. Jeho otec Leonid Timofejevič byl majitelem cukrárny.
Na střední škole se seznámil s anarchismem. Roku 1910 se připojil k Ruské sociálně demokratické dělnické straně. Dlouho se rozhodoval mezi menševiky a bolševiky, nakonec roku 1912 přistoupil k bolševikům.
Pjatakov působil od roku 1917 na Ukrajině jako jeden z vůdců ukrajinských bolševiků. Byl několikrát zvolen členem ústředního výboru.
V roce 1918 se Pjatakov stal hlavním vůdcem bolševiků na Ukrajině, a také lidovým komisařem bank. Několikrát bojoval s ukrajinskými nacionalisty, například se Symonem Petljurou.
Roku 1923 podepsal Pjatakov deklaraci 46 a stal se členem Levé opozice. Byl za to Stalinem vyhnán z politbyra, roku 1928 se však vrátil a stal se zástupcem komisaře pro těžký průmysl.
V roce 1936 byl Pjatakov obviněn z protistátní činnosti, odsouzen k trestu smrti a 30. ledna 1937 popraven. Roku 1988 byl rehabilitován.